# بيير فريك
بيير فريك (بالسويدية: Per Frick)‏ (14 أبريل 1992 بالسويد - ) هو لاعب كرة قدم سويدي في مركز الهجوم. شارك مع منتخب السويد تحت 17 سنة لكرة القدم ومنتخب السويد تحت 21 سنة لكرة القدم. أما مع النوادي، فقد لعب مع نادي إلفسبورغ ونادي فالكنبرغ وFBK Karlstad ‏.

## وصلات خارجية
- بيير فريك على موقع اتحاد السويد (السويدية)
- بيير فريك على موقع قاعدة بيانات كرة القدم.إي يو (الإنجليزية)
- بيير فريك على موقع ناشيونال فوتبول تيمز (الإنجليزية)
- بيير فريك على موقع Soccerway.com (الإنجليزية)
- بيير فريك على موقع عالم كرة القدم.نت (الإنجليزية)
- بيير فريك على موقع AS.com (الإسبانية)